# Рязановка (Башкортостан)
Ряза́новка (баш. Рязановка) — деревня в Стерлитамакском районе Башкортостана. Административный центр Рязановского сельсовета.

## Географическое положение
Расстояние до:
- районного центра (Стерлитамак): 16 км,
- ближайшей ж/д станции (Стерлитамак): 16 км.

## Население
| 2002 | 2009 | 2010 |
| ---- | ---- | ---- |
| 555  | ↗583 | ↗616 |

### Национальный состав
Согласно переписи 2002 года, преобладающая национальность — русские (79 %).

## Инфраструктура
В селе функционируют школа, отделение Почты России, клуб.

## Достопримечательности
В деревне находится православная церковь Казанской иконы Божией Матери, построенная в начале 2000-х годов.